# Ida Maier-Müller

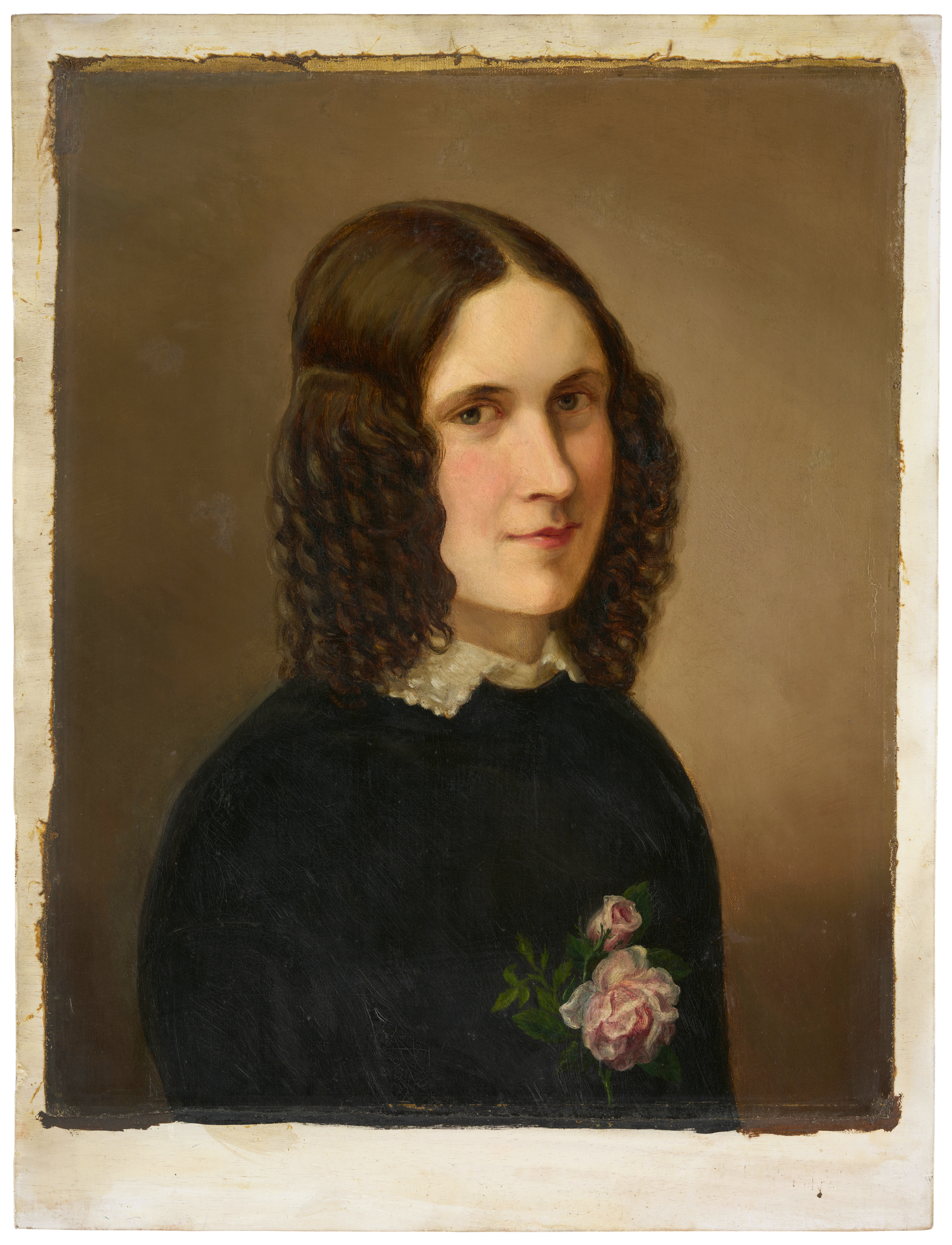
Selbstporträt, um 1845, Ida Maier, Augustiner M Freiburg

Ida Maier-Müller (* 8. Juli 1821 in Konstanz; † 12. Mai 1904 in Offenburg) war eine deutsche Malerin, die vor allem für ihre Landschaftsbilder und Selbstporträts bekannt war.

## Leben
Ida Maier-Müller ließ sich 1843 in Freiburg nieder, wo sie in ihren Gemälden und Drucken die Schönheit der örtlichen Landschaften, insbesondere des Schwarzwald und des Bodensee, festhielt. Eines ihrer bekanntesten Werke ist ein Selbstporträt aus dem Jahr 1845, das sie im Alter von etwa 25 Jahren mit lockigem Haar zeigt. Dieses Selbstporträt ist eines ihrer ikonischsten Werke und befindet sich im Augustinermuseum in Freiburg. Ida Maier war auch für ihre Gemälde von Blumen und anderen Naturszenen bekannt und pflegte eine starke Verbindung zur deutschen Landschaftstradition des 19. Jahrhunderts. Trotz ihres Talents und ihrer Beiträge zur regionalen Kunst ist Maier-Müller heute eine wenig bekannte Künstlerin, die am Rande der Mainstream-Kunstgeschichte bleibt und nur wenige Werke weit verbreitet hat.
Maier-Müller ist, wenn auch in geringerem Maße, vor allem für eines ihrer Selbstporträts bekannt. In der Kunstgeschichte ist das Selbstporträt eine Praxis, die mit komplexen Absichten verbunden ist, die über die einfache visuelle Aufzeichnung des Künstlers hinausgehen. Traditionell von Männern dominiert, bot das Genre des Selbstporträts Malern wie Rembrandt, Dürer und Van Gogh die Möglichkeit, ihre Bilder zu verewigen und Fragen der Identität, des Status und des künstlerischen Stils zu untersuchen. Das weibliche Selbstporträt entsteht jedoch in einem einzigartig herausfordernden historischen und kulturellen Kontext. Künstlerinnen hatten im Laufe der Jahrhunderte mit Hindernissen bei der formalen Ausbildung, öffentlichen Ausstellungen und künstlerischer Anerkennung zu kämpfen. Angesichts dieser Einschränkungen wurde der Akt des Malens für sie zu einer Geste der Beanspruchung von Identität, Raum und künstlerischer Autorität.
Sie gehört zu den Opfern des Vergessens, das die Kunstgeschichte vor vielen Jahrhunderten den Künstlerinnen zuteilwerden ließ. In den letzten Jahrzehnten gab es jedoch Versuche, ihre Relevanz wiederzugewinnen. Historiker wie Frances Borzello thematisierten dies in ihren Werken.